# Сент-Коломб (Шаранта)
Сент-Коло́мб (фр. Sainte-Colombe) — коммуна во Франции, находится в регионе Пуату — Шаранта. Департамент — Шаранта. Входит в состав кантона Манль. Округ коммуны — Конфолан.
Код INSEE коммуны — 16309.
Коммуна расположена приблизительно в 370 км к юго-западу от Парижа, в 85 км южнее Пуатье, в 24 км к северо-востоку от Ангулема.

## Население
Население коммуны на 2008 год составляло 185 человек.
| 1962 | 1968 | 1975 | 1982 | 1990 | 1999 | 2008 |
| ---- | ---- | ---- | ---- | ---- | ---- | ---- |
| 279  | 282  | 217  | 195  | 174  | 186  | 185  |

## Администрация
| Период | Период | Фамилия         | Партия | Примечания |
| ------ | ------ | --------------- | ------ | ---------- |
| 1989   | 2008   | Морис Рулон     |        |            |
| 2008   |        | Клод Бельтремьё |        | учитель    |

## Экономика
В 2007 году среди 108 человек в трудоспособном возрасте (15—64 лет) 81 были экономически активными, 27 — неактивными (показатель активности — 75,0 %, в 1999 году было 68,3 %). Из 81 активных работали 76 человек (46 мужчин и 30 женщин), безработных было 5 (2 мужчины и 3 женщины). Среди 27 неактивных 5 человек были учениками или студентами, 12 — пенсионерами, 10 были неактивными по другим причинам.

## Достопримечательности
- Приходская церковь Сент-Коломб[фр.] (XII век). Исторический памятник с 1973 года[3]
  - Две статуи-колонны: Св. Коломба и Св. Петра (XII век). Высота — 150 см. Исторический памятник[4]
  - Две капители (XII век). Высота — 70 см. Исторический памятник[5]
- Замок Сент-Коломб (XVI век)

## Фотогалерея
- Церковь Сент-Коломб
- Церковь Сент-Коломб
- Замок Сент-Коломб
- Мэрия